# Ікар (фільм, 2010)
«Ікар» або «Машина для вбивств»(англ. Icarus, англ. The Killing Machine) — канадський бойовик 2010 року.

## Сюжет
Американський бізнесмен Едвард Дженн насправді є найманим вбивцею на прізвисько Ікар. Раніше він був радянським агентом КДБ, що виконував особливо небезпечні завдання. Після чергового завдання, Едвард заявляє, що хоче вийти з гри. Але посередник просить його виконати останнє завдання. Едвард погоджується і вирушає до аеропорту, але по дорозі на нього нападають невідомі люди й намагаються вбити. Едвард розуміє, що його самого замовили за те, що він захотів відійти від справ. Тепер йому потрібно знайти того, хто стоїть за цим замовленням.

## У ролях
| Актор               | Роль                |
| ------------------- | ------------------- |
| Дольф Лундгрен      | Едвард Дженн / Ікар |
| Стефані фон Пфеттен | Джої                |
| Саманта Ферріс      | Керр                |
| Девід Льюїс         | містер Грехем       |
| Ліндсей Максвелл    | Ейпріл              |
| Джон Тенч           | Серж                |
| Бо Свенсон          | Вадим               |
| Кетлін Магер        | Тейлор              |
| Монік Гендертон     | Кім                 |
| Славі Славов        | Олег                |